# Дискография Cascada
Немецкая группа Cascada выпустила пять студийных альбомов, четыре сборных альбома, два альбома ремикса, 33 сингла, в том числе один пром-сингл и 28 музыкальных клипов.
Дебютный альбом Cascada «Everytime We Touch» был выпущен в феврале 2006 года и породил ряд успешных синглов, включая одноимённый сингл с альбома «Everytime We Touch». Альбом также включает в себя всемирно известные треки «Miracle» и «Truly Madly Deeply». Второй альбом «Perfect Day» был выпущен в декабре 2007 года, который был коммерчески успешным. Наибольшую популярность получил сингл «What Hurts the Most». Летом 2009 годы был выпущен третий студийный альбом «Evacuate the Dancefloor», а заглавный трек и первый сингл «Evacuate the Dancefloor» вошли в британский сингл-чарт, который стал первым номером Cascada в Великобритании. Следующий альбом «Original Me» стал наименее удачным альбомом Cascada. С него было выпущено несколько синглов, которые имели умеренный успех, одним из них является сингл «Pyromania». Также были выпущены сборники хитов группы, в том числе синглы «Summer of Love», «The Rhythm of the Night», «Glorious». С последним из них Cascada выступала на Евровидении 2013. Позже группа выпустила ещё три разных сингла «Blink», «Madness» и «Reason», которые особого успеха не имели.

## Альбомы

### Студийные альбомы
| Название                                                        | Информация                                                                           | Позиции в чартах | Позиции в чартах | Позиции в чартах | Позиции в чартах | Позиции в чартах | Позиции в чартах | Позиции в чартах | Позиции в чартах | Позиции в чартах | Позиции в чартах | Статус         |
| Название                                                        | Информация                                                                           | GER              | AUT              | FRA              | IRE              | NLD              | NZ               | SWE              | SWI              | UK               | US               | Статус         |
| --------------------------------------------------------------- | ------------------------------------------------------------------------------------ | ---------------- | ---------------- | ---------------- | ---------------- | ---------------- | ---------------- | ---------------- | ---------------- | ---------------- | ---------------- | -------------- |
| Everytime We Touch                                              | - Выпущен: 21 февраля 2006 - Лейбл: Zooland - Форматы: CD, цифровая дистрибуция      | 50               | 31               | 11               | 1                | 40               | 28               | 10               | 48               | 2                | 67               | - UK: Platinum |
| Perfect Day                                                     | - Выпущен: 3 декабря 2007 - Лейбл: Zooland - Форматы: CD, цифровая дистрибуция       | 30               | 16               | 17               | 6                | —                | —                | —                | 81               | 9                | 70               | - UK: Silver   |
| Evacuate The Dancefloor                                         | - Выпущен: 6 июля 2009 - Лейбл: Zooland - Форматы: CD, цифровая дистрибуция          | 21               | 15               | 19               | 15               | 69               | —                | —                | 36               | 8                | 155              |                |
| Original Me                                                     | - Выпущен: 20 июня 2011 - Лейбл: Zooland - Формат: CD, цифровая дистрибуция          | 41               | 46               | —                | —                | —                | —                | —                | 44               | 24               | —                |                |
| Studio 24                                                       | - Выпущен: 11 октября 2024 - Лейбл: Stars by Edel - Формат: CD, цифровая дистрибуция | —                | —                | —                | —                | —                | —                | —                | —                | —                | —                |                |
| «—» означает, что релиз не попал в чарт страны или не был издан |                                                                                      |                  |                  |                  |                  |                  |                  |                  |                  |                  |                  |                |

### Сборники
| Название               | Информация                                                                                  | Позиции в чартах | Позиции в чартах | Позиции в чартах |
| Название               | Информация                                                                                  | GER              | AUT              | SWI              |
| ---------------------- | ------------------------------------------------------------------------------------------- | ---------------- | ---------------- | ---------------- |
| Greatest Hits          | - Выпущен: 31 июля 2009 - Лейбл: Select Musiek - Формат: CD                                 | —                | —                | —                |
| Just The Hits          | - Выпущен: 16 ноября 2010 - Лейбл: Robbins Entertainment - Формат: CD, цифровая дистрибуция | —                | —                | —                |
| Back On The Dancefloor | - Выпущен: 13 апреля 2012 - Лейбл: Zooland - Формат: CD, цифровая дистрибуция               | 35               | 31               | 25               |
| The Best Of Cascada    | - Выпущен: 29 марта 2013 - Лейбл: Zooland - Формат: CD, цифровая дистрибуция                | 6                | —                | —                |

### Альбом ремиксов
| Название        | Информация                                                                    | Позиции в чартах | Позиции в чартах | Позиции в чартах |
| Название        | Информация                                                                    | GER              | AUT              | SWI              |
| --------------- | ----------------------------------------------------------------------------- | ---------------- | ---------------- | ---------------- |
| The Remix Album | - Выпущен: 10 ноября 2006 - Лейбл: Zooland - Формат: CD, цифровая дистрибуция | —                | —                | —                |

### Акустический альбом
| Название          | Информация                                                                   | Позиции в чартах | Позиции в чартах | Позиции в чартах |
| Название          | Информация                                                                   | GER              | AUT              | SWI              |
| ----------------- | ---------------------------------------------------------------------------- | ---------------- | ---------------- | ---------------- |
| Acoustic Sessions | - Выпущен: 1 ноября 2013 - Лейбл: Zooland - Формат: CD, цифровая дистрибуция | —                | —                | —                |

### Рождественский альбом
| Название            | Информация                                                                | Позиции в чартах | Позиции в чартах | Позиции в чартах |
| Название            | Информация                                                                | GER              | AUT              | SWI              |
| ------------------- | ------------------------------------------------------------------------- | ---------------- | ---------------- | ---------------- |
| It’s Christmas Time | - Выпущен: 30 ноября 2012 - Лейбл: Zooland - Формат: цифровая дистрибуция | —                | —                | —                |

## Синглы
| Год                                  | Сингл                                                  | Позиции в чартах | Позиции в чартах | Позиции в чартах | Позиции в чартах | Позиции в чартах | Позиции в чартах | Позиции в чартах | Позиции в чартах | Позиции в чартах | Позиции в чартах | Позиции в чартах | Статус                                                                   | Альбом                  |
| Год                                  | Сингл                                                  | GER              | AUT              | FRA              | IRE              | NLD              | NZ               | SWE              | SWI              | UK               | US               | RUS              | Статус                                                                   | Альбом                  |
| ------------------------------------ | ------------------------------------------------------ | ---------------- | ---------------- | ---------------- | ---------------- | ---------------- | ---------------- | ---------------- | ---------------- | ---------------- | ---------------- | ---------------- | ------------------------------------------------------------------------ | ----------------------- |
| 2004                                 | «Miracle»                                              | 32               | 24               | 1                | 4                | 6                | —                | 10               | 85               | 8                | —                | 26               | - US: Gold                                                               | Everytime We Touch      |
| 2005                                 | «Everytime We Touch»                                   | 5                | 13               | 2                | 1                | 10               | —                | 1                | 22               | 2                | 10               | 13               | - US: Platinum                                                           | Everytime We Touch      |
| 2005                                 | «How Do You Do!»                                       | —                | 50               | —                | —                | —                | —                | —                | —                | —                | —                | —                |                                                                          | Everytime We Touch      |
| 2006                                 | «Truly, Madly, Deeply»                                 | 26               | 22               | —                | 3                | 29               | —                | 11               | —                | 4                | —                | 89               |                                                                          | Everytime We Touch      |
| 2006                                 | «A Neverending Dream»                                  | —                | —                | —                | 15               | —                | —                | —                | —                | 46               | —                | —                |                                                                          | Everytime We Touch      |
| 2006                                 | «Ready For Love»                                       | —                | —                | —                | —                | —                | —                | —                | —                | —                | —                | —                |                                                                          | Everytime We Touch      |
| 2007                                 | «What Hurts The Most»                                  | 9                | 3                | 2                | 6                | 23               | —                | 5                | —                | 10               | 52               | —                | - US: Gold                                                               | Perfect Day             |
| 2008                                 | «What Do You Want From Me?»                            | 54               | 50               | —                | —                | —                | —                | —                | —                | 51               | —                | —                |                                                                          | Perfect Day             |
| 2008                                 | «Because the Night»                                    | 41               | 45               | —                | —                | —                | —                | —                | —                | 28               | —                | —                |                                                                          | Perfect Day             |
| 2008                                 | «Faded»                                                | —                | —                | —                | —                | —                | —                | —                | —                | —                | —                | —                |                                                                          | Perfect Day             |
| 2009                                 | «Perfect Day»                                          | —                | —                | —                | —                | —                | —                | —                | —                | —                | —                | —                |                                                                          | Perfect Day             |
| 2009                                 | «Evacuate The Dancefloor»                              | 5                | 6                | 5                | 2                | 1                | 2                | 13               | 7                | 1                | 25               | 39               | - GER: Gold - NZ: Gold - US: Platinum - СAN: 2× platinum - AUS: Platinum | Evacuate The Dancefloor |
| 2009                                 | «Fever»                                                | 31               | 38               | 10               | —                | 24               | 32               | —                | —                | —                | —                | —                |                                                                          | Evacuate The Dancefloor |
| 2009                                 | «Dangerous»                                            | —                | —                | —                | —                | —                | —                | —                | —                | 67               | —                | —                |                                                                          | Evacuate The Dancefloor |
| 2010                                 | «Pyromania»                                            | 21               | 26               | 11               | —                | 29               | —                | —                | —                | 60               | —                | —                |                                                                          | Original Me             |
| 2011                                 | «San Francisco»                                        | 13               | 14               | —                | —                | 11               | —                | —                | —                | 64               | —                | —                |                                                                          | Original Me             |
| 2011                                 | «Au Revoir»                                            | 73               | 31               | —                | —                | —                | —                | —                | —                | —                | —                | —                |                                                                          | Original Me             |
| 2011                                 | «Night Nurse»                                          | —                | —                | —                | —                | —                | —                | —                | —                | —                | —                | —                |                                                                          | Original Me             |
| 2012                                 | «Summer Of Love»                                       | 13               | 7                | 23               | —                | 76               | —                | —                | 13               | 127              | —                | —                |                                                                          | Back On The Dancefloor  |
| 2012                                 | «The Rhythm Of The Night»                              | 26               | 9                | —                | —                | —                | —                | —                | 22               | —                | —                | 104              |                                                                          | The Best Of Cascada     |
| 2013                                 | «Glorious»                                             | 6                | 29               | —                | 94               | —                | —                | —                | 56               | 129              | —                | —                |                                                                          | The Best Of Cascada     |
| 2013                                 | «The World Is In My Hands»                             | —                | —                | —                | —                | —                | —                | —                | —                | —                | —                | —                |                                                                          | The Best Of Cascada     |
| 2014                                 | «Blink»                                                | —                | —                | —                | —                | —                | —                | —                | —                | —                | —                | —                |                                                                          | без альбома             |
| 2014                                 | «Madness» (featuring Tris)                             | —                | —                | —                | —                | —                | —                | —                | —                | —                | —                | —                |                                                                          | без альбома             |
| 2015                                 | «Reason»                                               | —                | —                | —                | —                | —                | —                | —                | —                | —                | —                | —                |                                                                          | без альбома             |
| 2017                                 | «Run»                                                  | —                | —                | —                | —                | —                | —                | —                | —                | —                | —                | —                |                                                                          | без альбома             |
| 2017                                 | «Playground»                                           | —                | —                | —                | —                | —                | —                | —                | —                | —                | —                | —                |                                                                          | без альбома             |
| 2018                                 | «Back For Good»                                        | —                | —                | —                | —                | —                | —                | —                | —                | —                | —                | —                |                                                                          | без альбома             |
| 2019                                 | «Like The Way I Do»                                    | —                | —                | —                | —                | —                | —                | —                | —                | —                | —                | —                |                                                                          | без альбома             |
| 2020                                 | «I’m Feeling It (In The Air)»                          | —                | —                | —                | —                | —                | —                | —                | —                | —                | —                | —                |                                                                          | без альбома             |
| 2021                                 | «One Last Dance» (with Trans-X)                        | —                | —                | —                | —                | —                | —                | —                | —                | —                | —                | —                |                                                                          | без альбома             |
| 2021                                 | «Never Let Me Go» (with Timmy Trumpet & Harris & Ford) | —                | —                | —                | —                | —                | —                | —                | —                | —                | —                | —                |                                                                          | без альбома             |
| 2024                                 | «Ain't No Mountain High Enough»                        | —                | —                | —                | —                | —                | —                | —                | —                | —                | —                | —                |                                                                          | Studio 24               |
| 2024                                 | «Call Me»                                              | —                | —                | —                | —                | —                | —                | —                | —                | —                | —                | —                |                                                                          | Studio 24               |
| «—» отсутствие сингла в чарте страны |                                                        |                  |                  |                  |                  |                  |                  |                  |                  |                  |                  |                  |                                                                          |                         |

### Промосинглы
| Год  | Сингл            | Пик позиция | Пик позиция | Пик позиция | Альбом              |
| Год  | Сингл            | GER         | AUT         | UK          | Альбом              |
| ---- | ---------------- | ----------- | ----------- | ----------- | ------------------- |
| 2007 | «Last Christmas» | 82          | 63          | 111         | It’s Christmas Time |

### Как приглашенный артист
| Год  | Название                                  |
| ---- | ----------------------------------------- |
| 2011 | «Jump» (Jerome Molnar featuring Cascada)  |
| 2016 | «Praise You» (Cassiano featuring Cascada) |

## Видеоклипы
| Год  | Видео                                        | Режиссёр        |
| ---- | -------------------------------------------- | --------------- |
| 2004 | «Miracle»                                    | Lisa Mann       |
| 2005 | «Everytime We Touch» (Original Version)      | Max Nichols     |
| 2005 | «Everytime We Touch» (International Version) | Max Nichols     |
| 2006 | «Truly Madly Deeply»                         | Stephen Gragg   |
| 2007 | «A Neverending Dream»                        | Stephen Gragg   |
| 2007 | «What Hurts The Most»                        | Clark Jackson   |
| 2007 | «Last Christmas»                             | Dirk Hilger     |
| 2008 | «What Do You Want From Me?»                  | Silvio Soldini  |
| 2008 | «Because The Night»                          | Dirk Hilger     |
| 2009 | «Evacuate The Dancefloor»                    | Max Nichols     |
| 2009 | «Fever»                                      | Dirk Hilger     |
| 2009 | «Dangerous»                                  | Jonathan Mostow |
| 2010 | «Pyromania»                                  | Lisa Mann       |
| 2010 | «Night Nurse»                                | Lisa Mann       |
| 2011 | «San Francisco»                              | Lisa Mann       |
| 2011 | «Au Revoir»                                  | Lisa Mann       |
| 2012 | «Summer Of Love»                             | Lina Schütze    |
| 2012 | «The Rhythm Of The Night»                    | Iulian Moga     |
| 2013 | «Glorious»                                   | Lina Schütze    |
| 2013 | «The World Is In My Hands»                   | Lina Schütze    |
| 2013 | «You»                                        | Lina Schütze    |
| 2014 | «Blink»                                      | Lina Schütze    |
| 2014 | «Madness»                                    | Lina Schütze    |
| 2015 | «Reason»                                     | Lina Schütze    |
| 2017 | «Playground»                                 | Lina Schütze    |
| 2019 | «Like The Way I Do»                          | Lina Schütze    |
| 2021 | «One Last Dance»                             | N/A             |
| 2024 | «Ain't No Mountain High Enough»              | Marcel Brell    |